# Stasera alle undici
Stasera alle undici è un film del 1937 diretto da Oreste Biancoli. 
Il titolo provvisorio del film era Stanotte alle 11. Oreste Biancoli, regista teatrale, è qui al suo debutto come regista cinematografico.

## Trama
Una signora della buona società, ex moglie di un ambasciatore Usa, si annoia e si appassiona alle storie poliziesche, leggendo gialli e fantasticando. Finisce per essere rapita per davvero, correndo dietro alle sue fantasie: sarà salvata da un poliziotto che lei crede un bandito. Naturalmente i due si innamorano e convoleranno a nozze.

## Produzione

### Cast
Il film è interpretato dallo statunitense John Lodge, appartenente a una delle più note famiglie della politica Usa e da sua moglie Francesca Braggiotti. Lodge diventò governatore del Connecticut dal 1951 al 1955 e, dopo il suo ingresso in politica, anche la moglie abbandonò la carriera cinematografica.

### Altri tecnici
- I dialoghi sono firmati da Mario Soldati e da Oreste Biancoli
- Ferdinando Maria Poggioli (aiuto regista)
- Giovanni Bianchi (suono)